# Галкин, Александр Александрович (физик)

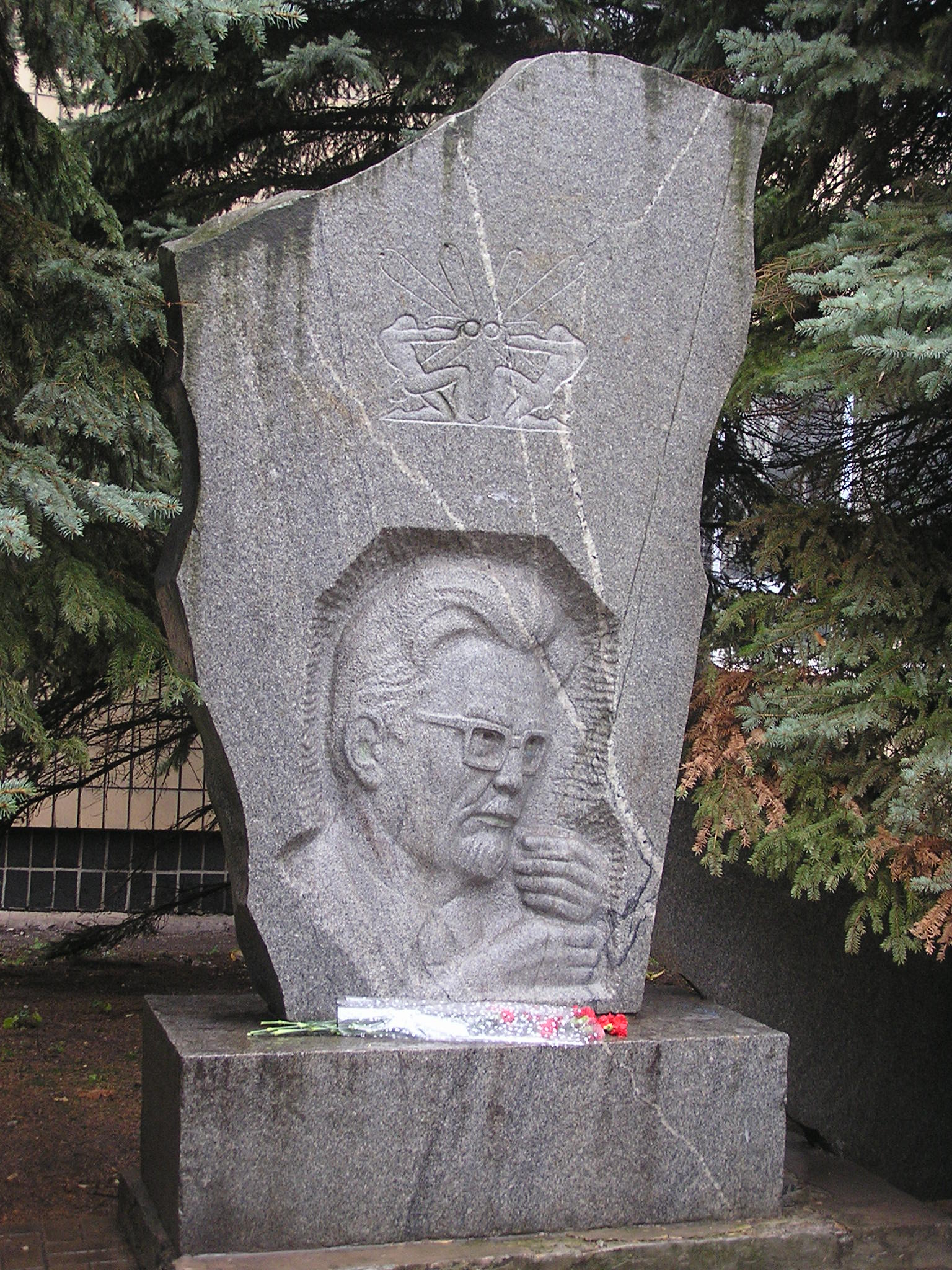
Памятник Галкину в Донецке

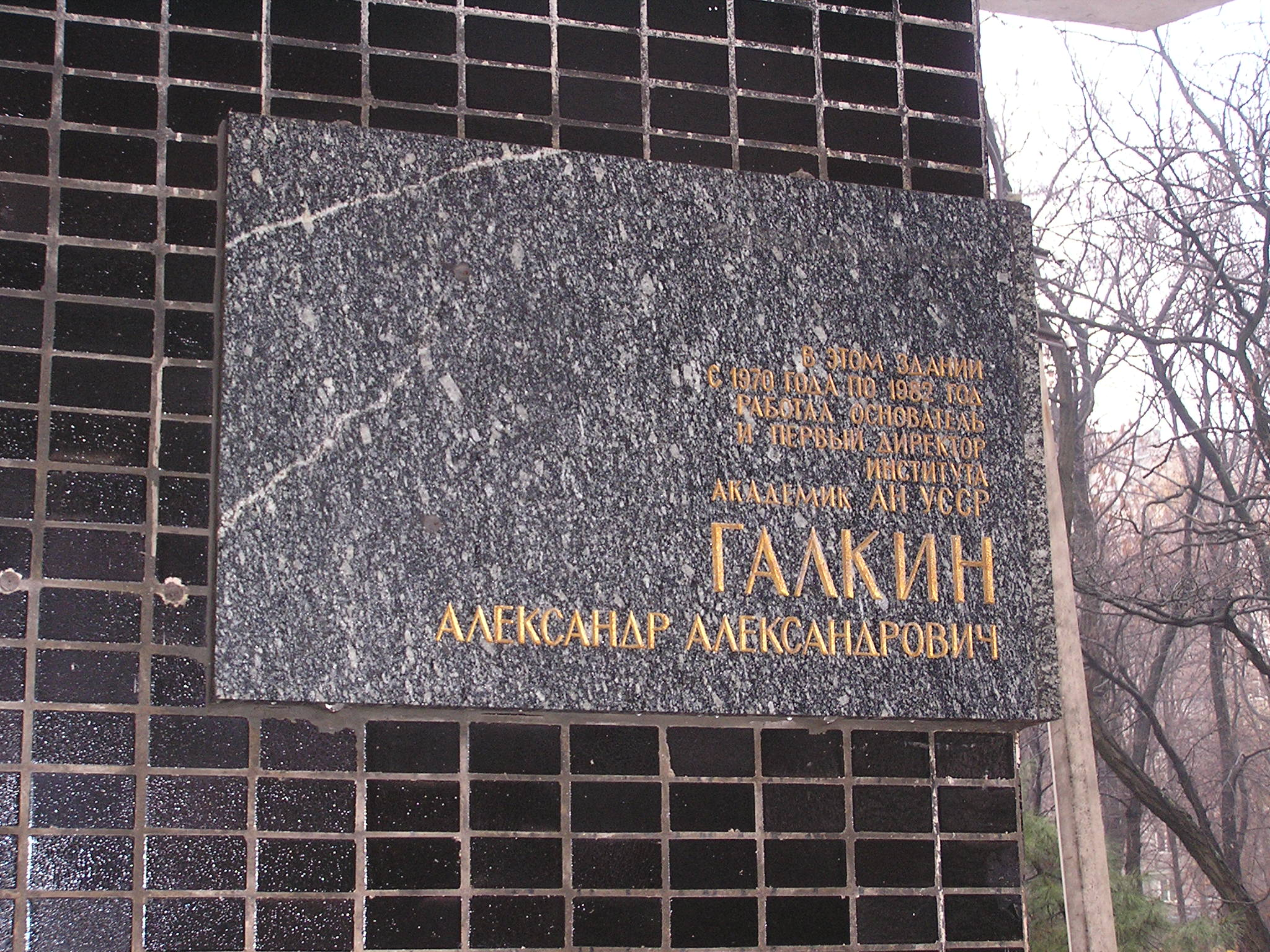
Мемориальная доска на ДонФТИ

Александр Александрович Га́лкин (4 июля 1914 — 22 октября 1982) — советский физик-экспериментатор, академик Академии Наук УССР, профессор, доктор физико-математических наук, основатель Донецкого физико-технического института АН УССР.

## Биография
Родился 4 июля 1914 года в Бердянске.
Учился в Харьковском университете, который окончил в 1939 году.
В 1937—1941 и 1945—1960 годах работал в Харьковском физико-техническом институте АН УССР. Здесь он участвовал в ряде физических открытий: в 1945 году — открытие детекторных свойств сверхпроводников, в 1957 году — открытие циклотронного резонанса на олове и свинце, в 1958 году — открытие дисперсии скорости звука в магнитном поле, в 1959 году — открытие осцилляции коэффициента поглощения ультразвука.
В 1960 году участвовал в открытии анизотропии энергетической щели в сверхпроводящем олове.
В 1960—1965 годах был заместителем директора Физико-технического института низких температур АН УССР.
В 1965 году участвовал в открытии комбинированного резонанса Рашбы в полупроводниках.
В 1965 году стал академиком Академии Наук УССР.
Основал в 1965 году Донецкий физико-технический институт АН УССР и возглавлял этот институт до 1982 года.
В ДонФТИ Галкин стал основателем донецкой научной школы физики высоких давлений и спектроскопии твёрдых тел.
Основными направлениями исследований Галкина в ДонФТИ были физика твёрдого тела, конденсированное состояние вещества, радиоспектроскопия, сверхпроводимость, физика высоких давлений.
В 1970 году открыл термодинамически устойчивую доменную структуру в антиферромагнетиках.
В 1971 году открыл эффект необратимого индуцирования новых ферромагнитных состояний сильным магнитным полем.
В 1971 году за работу «Открытие, экспериментальное и теоретическое исследование промежуточного состояния антиферромагнетиков» В. Г. Барьяхтар, А. А. Галкин, С. Н. Ковнер, Е. П. Стефановский получили государственную премию УССР.
В 1972 году Галкин разработал метод нестационарной гидроэкструзии.
В 1975 году за работу «Индуцирование нового состояния вещества сильным магнитным полем» А. А. Галкин и Э. А. Завадский получили премию имени К. Д. Синельникова.
В 1977 году открыл доплерон-фононный резонанс в кадмии и молибдене.
В 1982 году за работу «Разработка и исследование сверхпроводников с высокими практическими параметрами» А. А. Галкин, В. П. Буряк, Н. И. Матросов получили государственную премию УССР.
По инициативе Галкина ведущие учёные Донецкого физико-технического института преподавали на физическом факультете Донецкого государственного университета и готовили новые кадры для института. Сам Галкин также был профессором Донецкого государственного университета.
Умер 22 октября 1982 года.
В 1994 году Донецкому физико-техническому институту было присвоено имя Александра Александровича Галкина. На здании института установлена мемориальная доска. У института установлен памятник Галкину.